# The Dirty Dozen
The Dirty Dozen (1967) is een oorlogsfilm die zich afspeelt in de Tweede Wereldoorlog. De film was destijds een groot succes en vormde het hoogtepunt van een reeks oorlogsfilms die tijdens de jaren 1960 werden gemaakt. Oorlogsfilms uit deze periode namen de geschiedenis met een korreltje zout en romantiseerden de actie en heldhaftigheid van de oorlog.
Als ode aan dit genre heeft regisseur Quentin Tarantino de oorlogsfilm Inglourious Basterds gemaakt.
The Dirty Dozen wordt vooral geroemd om het acteerwerk en de ontwikkeling van de personages, maar krijgt ook veel lof vanwege technische aspecten als geluid en montage (waarvoor de film Oscars kreeg).
The Dirty Dozen werd een klassieker in het genre en kreeg in de jaren 1980 drie vervolgen die voor de tv gemaakt werden. Geen enkele opvolger oversteeg het succes van het origineel. De vervolgfilms moesten het doen met een kleinere bezetting. Alleen Ernest Borgnine keerde in alle vervolgfilms terug.

## Verhaal
De film gaat over twaalf speciaal geselecteerde zware criminelen die allemaal veroordeeld zijn tot zware straffen, een aantal van hen zelfs tot de doodstraf. Ze kunnen deze straffen ontlopen als ze naar het front terugkeren om een zeer gevaarlijke missie uit te voeren. De twaalf criminelen worden getraind door majoor Reisman. Onder hen bevindt zich een aantal typische figuren, zoals Victor Franko, een voormalig lid van de maffia, de godsdienstwaanzinnige en vrouwenhatende Maggott en Wladislaw, een voormalig officier.
Tijdens de training lopen de spanningen niet alleen hoog op tussen de majoor enerzijds en de criminelen anderzijds, maar ook tussen de criminelen onderling. De criminelen komen een paar keer in opstand, maar majoor Reisman weet ze klein te krijgen. Hij rondt de training van de twaalf gedetineerden succesvol af, ondanks tegenwerking van zijn superieuren die het project vooral als een prestigekwestie zien. Als test voor de waarde van de getrainde gedetineerden neemt Reisman met zijn mannen deel aan een grootschalige oefening waarbij ze een hoofdkwartier moeten veroveren. Door list, bedrog en enig kattekwaad lukt het de gedetineerden uiteindelijk om het hoofdkwartier kinderlijk eenvoudig te veroveren. Uiteindelijk kunnen ze aan hun levensgevaarlijke missie beginnen en worden ze gedropt boven vijandelijk gebied.
Hun missie bestaat uit het uitschakelen van een groot aantal hooggeplaatste Duitse officieren, op zichzelf geen strategisch doel. Het moet vooral een morele klap voor het Duitse leger worden. Majoor Reisman bezoekt met Wladislaw het kasteel waar de hooggeplaatste officieren zich bevinden en weet zich door list tussen de vijandelijke officieren te begeven, zodat hij de aanslag alvast van binnen kan voorbereiden. Ondertussen wordt het kasteel van verschillende kanten beslopen door de rest van zijn groep. Uiteindelijk leidt dit alles tot een aanslag op vele officieren waarbij vele gedetineerden het leven verliezen. Reisman weet samen met een sergeant en de voormalige officier te ontkomen.

## Rolverdeling

### The Dirty Dozen
| Acteur            | Personage        |
| ----------------- | ---------------- |
| Lee Marvin        | Majoor Reisman   |
| Charles Bronson   | Joseph Wladislaw |
| Jim Brown         | Robert Jefferson |
| John Cassavetes   | Victor Franko    |
| Telly Savalas     | Archer Maggott   |
| Trini Lopez       | Pedro Jiminez    |
| Donald Sutherland | Vernon Pinkley   |
| Clint Walker      | Samson Posey     |
| Tom Busby         | Milo Vladek      |
| Ben Carruthers    | Glenn Gilpin     |
| Stuart Cooper     | Roscoe Lever     |
| Colin Maitland    | Seth Sawyer      |
| Al Mancini        | Tassos Bravos    |

### Bijrollen
| Acteur          | Personage                    |
| --------------- | ---------------------------- |
| Ernest Borgnine | Generaal Worden              |
| Robert Ryan     | Kolonel Everett Dasher Breed |
| Richard Jaeckel | Sergeant Bowren              |
| George Kennedy  | Majoor Max Armbruster        |
| Ralph Meeker    | Kapitein Stuart Kinder       |
| Robert Webber   | Generaal Denton              |